# Фэрфилд (округ, Огайо)
Округ Фэрфилд (англ. Fairfield County) располагается в штате Огайо, США. Официально образован 9 декабря 1800 года. По состоянию на 2010 год, численность населения составляла 146 156 человека.

## География
По данным Бюро переписи США, общая площадь округа равняется 1 317,172 км2, из которых 1 306,423 км2 суша и 4,150 км2 или 0,820 % это водоёмы.

## Население
По данным переписи населения 2010 года в округе проживает 146 156 жителей в составе 54 310 домашних хозяйств и 39 846 семей. Плотность населения составляет 111,00 человек на км2. На территории округа насчитывается 58 678 жилых строений, при плотности застройки около 44,00-ти строений на км2. Расовый состав населения: белые — 90,02 %, афроамериканцы — 6,00 %, коренные американцы (индейцы) — 0,20 %, азиаты — 1,10 %, гавайцы — 0,00 %, представители других рас — 0,23 %, представители двух или более рас — 1,90 %. Испаноязычные составляли 1,70 % населения независимо от расы.
В составе 34,10 % из общего числа домашних хозяйств проживают дети в возрасте до 18 лет, 57,30 % домашних хозяйств представляют собой супружеские пары проживающие вместе, 11,20 % домашних хозяйств представляют собой одиноких женщин без супруга, 26,60 % домашних хозяйств не имеют отношения к семьям, 21,90 % домашних хозяйств состоят из одного человека, 8,40 % домашних хозяйств состоят из престарелых (65 лет и старше), проживающих в одиночестве. Средний размер домашнего хозяйства составляет 2,64 человека, и средний размер семьи 3,07 человека.
Возрастной состав округа: 26,30 % моложе 18 лет, 8,00 % от 18 до 24, 30,20 % от 25 до 44, 23,90 % от 45 до 64 и 23,90 % от 65 и старше. Средний возраст жителя округа 38.2 лет. На каждые 100 женщин приходится 99,20 мужчин. На каждые 100 женщин старше 18 лет приходится 96,30 мужчин.
Средний доход на домохозяйство в округе составлял 47 962 USD, на семью — 55 539 USD. Среднестатистический заработок мужчины был 39 566 USD против 27 353 USD для женщины. Доход на душу населения составлял 21 671 USD. Около 4,50 % семей и 5,90 % общего населения находились ниже черты бедности, в том числе — 7,40 % молодежи (тех, кому ещё не исполнилось 18 лет) и 6,20 % тех, кому было уже больше 65 лет.